# 沙春元
沙春元（？年—1858年），字梅芳，河南鄭州（今鄭州市）人，回族。清朝軍事將領。
道光十二年（1832年）壬辰恩科三甲第八名武進士，授藍翎侍衛。外任山西吉州营都司。咸丰初，调驻河南光州。咸丰六年（1856年），调任天津镇标右营游击。咸丰八年（1858年），第二次鸦片战争爆发，调往大沽口防守。英法联军进攻炮台，沙春元带兵坚守，以身殉国。清廷赐祭葬，赠世职。